# Double Jeopardy
Pour les articles homonymes, voir Double Jeopardy (homonymie).
Pour plus de détails, voir Fiche technique et Distribution.
Double Jeopardy est un film policier américain réalisé par R.G. Springsteen et sorti en 1955.

## Fiche technique
- Réalisation : R. G. Springsteen
- Photographie : John L. Russell

## Distribution
- Rod Cameron : Marc Hill
- Gale Robbins : Marge Baggott
- Allison Hayes : Barbara Devery
- Jack Kelly : Jeff Calder
- John Litel : Emmett Devery
- Robert Armstrong : Sam Baggott
- John Gallaudet : Police Lt. Freid
- Robert Nelson : Police Sgt. McNulty (comme Bob Nelson)
- Minerva Urecal : Mrs. Kreesy
- Tom Powers : Harry Sheldon
- Dick Elliott : Happy Harry
- Fern Hall : Miss Webster
- Gay Gallegher : Miss Hunter (non créditée)
- Howard Price : Ambulance Attendant (non crédité)
- Rudy Robles : Frank (non crédité)
- Robert Shayne : Mr. Ross (non crédité)